# Giro d'Italia 1995
Il Giro d'Italia 1995, settantottesima edizione della "Corsa Rosa", si svolse in ventidue tappe dal 13 maggio al 4 giugno 1995, per un percorso totale di 3 733 km. Fu vinto dallo svizzero Tony Rominger.
Rominger prevalse su Evgenij Berzin e Pëtr Ugrjumov, compagni di squadra alla Gewiss-Ballan, che invece di coalizzarsi e contrastare lo svizzero si ostacolarono a vicenda. Per la quarta volta nella storia del Giro (dopo il 1972, il 1987 e il 1988) il podio finale fu appannaggio di corridori stranieri.
La diciannovesima tappa avrebbe dovuto concludersi a Briançon, ma fu accorciata a causa della caduta di slavine sul Colle dell'Agnello. A partire da questa edizione fu temporaneamente accantonata la maglia bianca (classifica dei giovani). Fu trasmesso in tv da Italia 1.

## Tappe
| Tappa  | Data      | Percorso                                     | km    | Vincitore di tappa | Leader cl. generale |
| ------ | --------- | -------------------------------------------- | ----- | ------------------ | ------------------- |
| 1ª     | 13 maggio | Perugia > Terni                              | 205   | Mario Cipollini    | Mario Cipollini     |
| 2ª     | 14 maggio | Foligno > Assisi (cron. individuale)         | 19    | Tony Rominger      | Tony Rominger       |
| 3ª     | 15 maggio | Spoleto > Marotta                            | 161   | Mario Cipollini    | Tony Rominger       |
| 4ª     | 16 maggio | Mondolfo > Loreto                            | 192   | Tony Rominger      | Tony Rominger       |
| 5ª     | 17 maggio | Porto Recanati > Tortoreto Lido              | 182   | Filippo Casagrande | Tony Rominger       |
| 6ª     | 18 maggio | Trani > Taranto                              | 165   | Nicola Minali      | Tony Rominger       |
| 7ª     | 19 maggio | Taranto > Terme Luigiane                     | 216   | Maurizio Fondriest | Tony Rominger       |
| 8ª     | 20 maggio | Marina di Acquappesa > Monte Sirino          | 209   | Laudelino Cubino   | Tony Rominger       |
| 9ª     | 21 maggio | Terme La Calda > Salerno                     | 165   | Rolf Sørensen      | Tony Rominger       |
| 10ª    | 22 maggio | Telese Terme > Maddaloni (cron. individuale) | 42    | Tony Rominger      | Tony Rominger       |
|        | 23 maggio | giorno di riposo                             |       |                    |                     |
| 11ª    | 24 maggio | Pietrasanta > Il Ciocco                      | 175   | Enrico Zaina       | Tony Rominger       |
| 12ª    | 25 maggio | Borgo a Mozzano > Cento                      | 195   | Ján Svorada        | Tony Rominger       |
| 13ª    | 26 maggio | Pieve di Cento > Rovereto                    | 218   | Pascal Richard     | Tony Rominger       |
| 14ª    | 27 maggio | Trento > Senales                             | 240   | Oliverio Rincón    | Tony Rominger       |
| 15ª    | 28 maggio | Senales > Lenzerheide (CHE)                  | 185   | Mariano Piccoli    | Tony Rominger       |
| 16ª    | 29 maggio | Lenzerheide (CHE) > Treviglio                | 224   | Giuseppe Citterio  | Tony Rominger       |
| 17ª    | 30 maggio | Cenate Sotto > Selvino (cron. individuale)   | 43    | Tony Rominger      | Tony Rominger       |
| 18ª    | 31 maggio | Stradella > Santuario di Vicoforte           | 221   | Denis Zanette      | Tony Rominger       |
| 19ª    | 1º giugno | Mondovì > Pontechianale                      | 130   | Pascal Richard     | Tony Rominger       |
| 20ª    | 2 giugno  | Briançon (FRA) > Gressoney-Saint-Jean        | 208   | Serhij Ušakov      | Tony Rominger       |
| 21ª    | 3 giugno  | Pont-Saint-Martin > Luino                    | 190   | Evgenij Berzin     | Tony Rominger       |
| 22ª    | 4 giugno  | Luino > Milano                               | 148   | Giovanni Lombardi  | Tony Rominger       |
| Totale | Totale    | Totale                                       | 3 733 |                    |                     |

## Squadre e corridori partecipanti
Al giro parteciparono 22 squadre composte da 9 elementi ciascuna, per un totale di 198 corridori. Di questi 122 hanno tagliato il traguardo di Milano.
| N.      | Cod. | Squadra                       |
| ------- | ---- | ----------------------------- |
| 1-9     | GEW  | Gewiss-Ballan                 |
| 11-19   | AKI  | Aki-Gipiemme                  |
| 21-29   | AMO  | Amore & Vita-Galatron         |
| 31-39   | BAN  | Banesto                       |
| 41-49   | BRE  | Brescialat-Fago               |
| 51-59   | CAR  | Carrera-Tassoni               |
| 61-69   | CBH  | Castellblanch                 |
| 71-79   | CAS  | Castorama                     |
| 81-89   | CER  | Ceramiche Refin-Cantina Tollo |
| 91-99   | FES  | Festina-Lotus                 |
| 101-109 | KEL  | Kelme-Sureña                  |

| N.      | Cod. | Squadra                 |
| ------- | ---- | ----------------------- |
| 111-119 | LAM  | Lampre-Panaria          |
| 121-129 | MAG  | MG Maglificio-Technogym |
| 131-139 | MAP  | Mapei-GB                |
| 141-149 | MER  | Mercatone Uno-Saeco     |
| 151-159 | NAV  | Navigare-Blue Storm     |
| 161-169 | ONC  | ONCE                    |
| 171-179 | SIC  | Sicasal-Acral           |
| 181-189 | PLT  | Polti-Granarolo-Santini |
| 191-199 | TEL  | Team Deutsche Telekom   |
| 201-209 | TVM  | TVM-Polis Direct        |
| 211-219 | MOB  | ZG Mobili-Selle Italia  |

## Dettagli delle tappe

### 1ª tappa
- 13 maggio: Perugia > Terni – 205 km

Risultati
| Pos. | Corridore       | Squadra       | Tempo    |
| ---- | --------------- | ------------- | -------- |
| 1    | Mario Cipollini | Mercatone Uno | 5h15'53" |
| 2    | Mario Manzoni   | Brescialat    | s.t.     |
| 3    | Johan Capiot    | Refin         | s.t.     |

| Pos. | Corridore          | Squadra       | Tempo    |
| ---- | ------------------ | ------------- | -------- |
| 1    | Mario Cipollini    | Mercatone Uno | 5h15'41" |
| 2    | Mario Manzoni      | Brescialat    | a 4"     |
| 3    | Maurizio Fondriest | Lampre        | a 6"     |

### 2ª tappa
- 14 maggio: Foligno > Assisi – Cronomentro individuale – 19 km

Risultati
| Pos. | Corridore          | Squadra       | Tempo  |
| ---- | ------------------ | ------------- | ------ |
| 1    | Tony Rominger      | Mapei-GB      | 25'05" |
| 2    | Rolf Sørensen      | MG Maglificio | a 47"  |
| 3    | Maurizio Fondriest | Lampre        | s.t.   |

| Pos. | Corridore          | Squadra  | Tempo    |
| ---- | ------------------ | -------- | -------- |
| 1    | Tony Rominger      | Mapei-GB | 5h40'56" |
| 2    | Maurizio Fondriest | Lampre   | a 43"    |
| 3    | Rolf Sørensen      | MG Boys  | a 49"    |

### 3ª tappa
- 15 maggio: Spoleto > Marotta – 161 km

Risultati
| Pos. | Corridore         | Squadra       | Tempo    |
| ---- | ----------------- | ------------- | -------- |
| 1    | Mario Cipollini   | Mercatone Uno | 3h56'11" |
| 2    | Johan Capiot      | Refin         | s.t.     |
| 3    | Giuseppe Citterio | Aki-Gipiemme  | s.t      |

| Pos. | Corridore          | Squadra  | Tempo    |
| ---- | ------------------ | -------- | -------- |
| 1    | Tony Rominger      | Mapei-GB | 9h37'07" |
| 2    | Maurizio Fondriest | Lampre   | a 43"    |
| 3    | Rolf Sørensen      | MG Boys  | a 49"    |

### 4ª tappa
- 16 maggio: Mondolfo > Loreto – 192 km

Risultati
| Pos. | Corridore            | Squadra       | Tempo    |
| ---- | -------------------- | ------------- | -------- |
| 1    | Tony Rominger        | Mapei-GB      | 5h30'53" |
| 2    | Maurizio Fondriest   | Lampre        | a 4"     |
| 3    | Francesco Casagrande | Mercatone Uno | a 6"     |

| Pos. | Corridore            | Squadra       | Tempo     |
| ---- | -------------------- | ------------- | --------- |
| 1    | Tony Rominger        | Mapei-GB      | 15h07'48" |
| 2    | Maurizio Fondriest   | Lampre        | a 51"     |
| 3    | Francesco Casagrande | Mercatone Uno | a 1'07"   |

### 5ª tappa
- 17 maggio: Porto Recanati > Tortoreto Lido – 182 km

Risultati
| Pos. | Corridore          | Squadra       | Tempo    |
| ---- | ------------------ | ------------- | -------- |
| 1    | Filippo Casagrande | Brescialat    | 4h39'02" |
| 2    | Rolf Sørensen      | MG Maglificio | s.t.     |
| 3    | Erik Breukink      | ONCE          | s.t.     |

| Pos. | Corridore            | Squadra       | Tempo     |
| ---- | -------------------- | ------------- | --------- |
| 1    | Tony Rominger        | Mapei-GB      | 19h50'39" |
| 2    | Maurizio Fondriest   | Lampre        | a 51"     |
| 3    | Francesco Casagrande | Mercatone Uno | a 1'07"   |

### 6ª tappa
- 18 maggio: Trani > Taranto – 165 km

Risultati
| Pos. | Corridore       | Squadra       | Tempo    |
| ---- | --------------- | ------------- | -------- |
| 1    | Nicola Minali   | Gewiss        | 4h11'15" |
| 2    | Mario Cipollini | Mercatone Uno | s.t.     |
| 3    | Ján Svorada     | Lampre        | s.t.     |

| Pos. | Corridore            | Squadra       | Tempo     |
| ---- | -------------------- | ------------- | --------- |
| 1    | Tony Rominger        | Mapei-GB      | 24h01'54" |
| 2    | Maurizio Fondriest   | Lampre        | a 51"     |
| 3    | Francesco Casagrande | Mercatone Uno | a 1'07"   |

### 7ª tappa
- 19 maggio: Taranto > Terme Luigiane – 216 km

Risultati
| Pos. | Corridore            | Squadra       | Tempo    |
| ---- | -------------------- | ------------- | -------- |
| 1    | Maurizio Fondriest   | Lampre        | 5h11'50" |
| 2    | Tony Rominger        | Mapei-GB      | s.t.     |
| 3    | Francesco Casagrande | Mercatone Uno | s.t.     |

| Pos. | Corridore            | Squadra       | Tempo     |
| ---- | -------------------- | ------------- | --------- |
| 1    | Tony Rominger        | Mapei-GB      | 29h13'36" |
| 2    | Maurizio Fondriest   | Lampre        | a 47"     |
| 3    | Francesco Casagrande | Mercatone Uno | a 1'11"   |

### 8ª tappa
- 20 maggio: Marina di Acquappesa > Monte Sirino – 209 km

Risultati
| Pos. | Corridore          | Squadra | Tempo    |
| ---- | ------------------ | ------- | -------- |
| 1    | Laudelino Cubino   | Kelme   | 5h53'03" |
| 2    | Bruno Cenghialta   | Gewiss  | a 1'19"  |
| 3    | Francesco Frattini | Gewiss  | a 1'24"  |

| Pos. | Corridore            | Squadra       | Tempo     |
| ---- | -------------------- | ------------- | --------- |
| 1    | Tony Rominger        | Mapei-GB      | 35h07'21" |
| 2    | Francesco Casagrande | Mercatone Uno | a 1'17"   |
| 3    | Laudelino Cubino     | Kelme         | a 1'26"   |

### 9ª tappa
- 21 maggio: Terme La Calda > Salerno – 165 km

Risultati
| Pos. | Corridore          | Squadra       | Tempo    |
| ---- | ------------------ | ------------- | -------- |
| 1    | Rolf Sørensen      | MG Maglificio | 3h32'12" |
| 2    | Francesco Frattini | Gewiss        | s.t.     |
| 3    | François Simon     | Castorama     | s.t.     |

| Pos. | Corridore            | Squadra       | Tempo     |
| ---- | -------------------- | ------------- | --------- |
| 1    | Tony Rominger        | Mapei-GB      | 38h39'46" |
| 2    | Francesco Casagrande | Mercatone Uno | a 1'17"   |
| 3    | Laudelino Cubino     | Kelme         | a 1'26"   |

### 10ª tappa
- 22 maggio: Telese Terme > Maddaloni – Cronomentro individuale – 42 km

Risultati
| Pos. | Corridore      | Squadra  | Tempo   |
| ---- | -------------- | -------- | ------- |
| 1    | Tony Rominger  | Mapei-GB | 51'54"  |
| 2    | Evgenij Berzin | Gewiss   | a 1'24" |
| 3    | Pëtr Ugrjumov  | Gewiss   | s.t.    |

| Pos. | Corridore            | Squadra       | Tempo     |
| ---- | -------------------- | ------------- | --------- |
| 1    | Tony Rominger        | Mapei-GB      | 39h31'40" |
| 2    | Francesco Casagrande | Mercatone Uno | a 3'00"   |
| 3    | Pëtr Ugrjumov        | Gewiss        | a 3'08"   |

### 11ª tappa
- 24 maggio: Pietrasanta > Il Ciocco – 175 km

Risultati
| Pos. | Corridore        | Squadra       | Tempo    |
| ---- | ---------------- | ------------- | -------- |
| 1    | Enrico Zaina     | Carrera Jeans | 4h37'36" |
| 2    | Nelson Rodríguez | ZG Mobili     | s.t.     |
| 3    | Gilberto Simoni  | Aki-Gipiemme  | a 22"    |

| Pos. | Corridore      | Squadra  | Tempo     |
| ---- | -------------- | -------- | --------- |
| 1    | Tony Rominger  | Mapei-GB | 44h09'59" |
| 2    | Pëtr Ugrjumov  | Gewiss   | a 3'08"   |
| 3    | Evgenij Berzin | Gewiss   | a 3'16"   |

### 12ª tappa
- 25 maggio: Borgo a Mozzano > Cento – 195 km

Risultati
| Pos. | Corridore         | Squadra      | Tempo    |
| ---- | ----------------- | ------------ | -------- |
| 1    | Ján Svorada       | Lampre       | 5h04'50" |
| 2    | Giovanni Lombardi | Team Polti   | s.t.     |
| 3    | Giuseppe Citterio | Aki-Gipiemme | s.t.     |

| Pos. | Corridore      | Squadra  | Tempo     |
| ---- | -------------- | -------- | --------- |
| 1    | Tony Rominger  | Mapei-GB | 49h14'49" |
| 2    | Pëtr Ugrjumov  | Gewiss   | a 3'08"   |
| 3    | Evgenij Berzin | Gewiss   | a 3'16"   |

### 13ª tappa
- 26 maggio: Pieve di Cento > Rovereto – 218 km

Risultati
| Pos. | Corridore        | Squadra       | Tempo    |
| ---- | ---------------- | ------------- | -------- |
| 1    | Pascal Richard   | MG Maglificio | 5h44'07" |
| 2    | Oliverio Rincón  | ONCE          | s.t.     |
| 3    | Vladislav Bobrik | Gewiss        | a 3"     |

| Pos. | Corridore      | Squadra  | Tempo     |
| ---- | -------------- | -------- | --------- |
| 1    | Tony Rominger  | Mapei-GB | 55h00'18" |
| 2    | Pëtr Ugrjumov  | Gewiss   | a 3'08"   |
| 3    | Evgenij Berzin | Gewiss   | a 3'16"   |

### 14ª tappa
- 27 maggio: Trento > Val Senales – 240 km

Risultati
| Pos. | Corridore       | Squadra    | Tempo    |
| ---- | --------------- | ---------- | -------- |
| 1    | Oliverio Rincón | ONCE       | 7h32'07" |
| 2    | Georg Totschnig | Team Polti | a 1'18"  |
| 3    | Tony Rominger   | Mapei-GB   | a 1'20"  |

| Pos. | Corridore      | Squadra  | Tempo     |
| ---- | -------------- | -------- | --------- |
| 1    | Tony Rominger  | Mapei-GB | 62h33'41" |
| 2    | Pëtr Ugrjumov  | Gewiss   | a 3'14"   |
| 3    | Evgenij Berzin | Gewiss   | a 3'29"   |

### 15ª tappa
- 28 maggio: Senales > Lenzerheide (CH) – 185 km

Risultati
| Pos. | Corridore          | Squadra    | Tempo    |
| ---- | ------------------ | ---------- | -------- |
| 1    | Mariano Piccoli    | Brescialat | 4h42'09" |
| 2    | Giuseppe Guerini   | Navigare   | s.t.     |
| 3    | Francesco Frattini | Gewiss     | a 1'23"  |

| Pos. | Corridore      | Squadra  | Tempo     |
| ---- | -------------- | -------- | --------- |
| 1    | Tony Rominger  | Mapei-GB | 67h18'08" |
| 2    | Pëtr Ugrjumov  | Gewiss   | a 3'14"   |
| 3    | Evgenij Berzin | Gewiss   | a 3'29"   |

### 16ª tappa
- 29 maggio: Lenzerheide (CH) > Treviglio – 224 km

Risultati
| Pos. | Corridore         | Squadra      | Tempo    |
| ---- | ----------------- | ------------ | -------- |
| 1    | Giuseppe Citterio | Aki-Gipiemme | 5h44'44" |
| 2    | Roberto Pagnin    | ZG Mobili    | s.t.     |
| 3    | Davide Bramati    | Lampre       | s.t.     |

| Pos. | Corridore      | Squadra  | Tempo     |
| ---- | -------------- | -------- | --------- |
| 1    | Tony Rominger  | Mapei-GB | 73h02'52" |
| 2    | Pëtr Ugrjumov  | Gewiss   | a 3'14"   |
| 3    | Evgenij Berzin | Gewiss   | a 3'29"   |

### 17ª tappa
- 30 maggio: Cenate Sotto > Selvino – Cronomentro individuale – 43 km

Risultati
| Pos. | Corridore      | Squadra  | Tempo    |
| ---- | -------------- | -------- | -------- |
| 1    | Tony Rominger  | Mapei-GB | 1h05'39" |
| 2    | Evgenij Berzin | Gewiss   | a 1'39"  |
| 3    | Pëtr Ugrjumov  | Gewiss   | a 2'03"  |

| Pos. | Corridore      | Squadra  | Tempo     |
| ---- | -------------- | -------- | --------- |
| 1    | Tony Rominger  | Mapei-GB | 74h08'51" |
| 2    | Evgenij Berzin | Gewiss   | a 5'08"   |
| 3    | Pëtr Ugrjumov  | Gewiss   | a 5'17"   |

### 18ª tappa
- 31 maggio: Stradella > Santuario di Vicoforte – 221 km

Risultati
| Pos. | Corridore        | Squadra      | Tempo    |
| ---- | ---------------- | ------------ | -------- |
| 1    | Denis Zanette    | Aki-Gipiemme | 5h30'44" |
| 2    | Giuseppe Guerini | Navigare     | s.t.     |
| 3    | Serhij Ušakov    | Team Polti   | a 1'11"  |

| Pos. | Corridore      | Squadra  | Tempo     |
| ---- | -------------- | -------- | --------- |
| 1    | Tony Rominger  | Mapei-GB | 79h55'00" |
| 2    | Evgenij Berzin | Gewiss   | a 5'08"   |
| 3    | Pëtr Ugrjumov  | Gewiss   | a 5'17"   |

### 19ª tappa
- 1º giugno: Mondovì > Pontechianale – 130 km

Risultati
| Pos. | Corridore        | Squadra       | Tempo    |
| ---- | ---------------- | ------------- | -------- |
| 1    | Pascal Richard   | MG Maglificio | 4h01'11" |
| 2    | Rodolfo Massi    | Refin         | s.t.     |
| 3    | Nelson Rodríguez | ZG Mobili     | s.t.     |

| Pos. | Corridore      | Squadra  | Tempo     |
| ---- | -------------- | -------- | --------- |
| 1    | Tony Rominger  | Mapei-GB | 84h01'09" |
| 2    | Evgenij Berzin | Gewiss   | a 5'08"   |
| 3    | Pëtr Ugrjumov  | Gewiss   | a 5'17"   |

### 20ª tappa
- 2 giugno: Briançon (FRA) > Gressoney-Saint-Jean – 208 km

Risultati
| Pos. | Corridore      | Squadra    | Tempo    |
| ---- | -------------- | ---------- | -------- |
| 1    | Serhij Ušakov  | Team Polti | 4h59'58" |
| 2    | Pascal Richard | MG Boys    | a 5"     |
| 3    | Pëtr Ugrjumov  | Gewiss     | a 8"     |

| Pos. | Corridore      | Squadra  | Tempo     |
| ---- | -------------- | -------- | --------- |
| 1    | Tony Rominger  | Mapei-GB | 89h01'33" |
| 2    | Evgenij Berzin | Gewiss   | a 4'50"   |
| 3    | Pëtr Ugrjumov  | Gewiss   | a 4'55"   |

### 21ª tappa
- 3 giugno: Pont-Saint-Martin > Luino – 190 km

Risultati
| Pos. | Corridore          | Squadra       | Tempo    |
| ---- | ------------------ | ------------- | -------- |
| 1    | Evgenij Berzin     | Gewiss        | 5h04'59" |
| 2    | Claudio Chiappucci | Carrera Jeans | a 21"    |
| 3    | Enrico Zaina       | Carrera Jeans | a 25"    |

| Pos. | Corridore      | Squadra  | Tempo     |
| ---- | -------------- | -------- | --------- |
| 1    | Tony Rominger  | Mapei-GB | 94h06'57" |
| 2    | Evgenij Berzin | Gewiss   | a 4'13"   |
| 3    | Pëtr Ugrjumov  | Gewiss   | a 4'55"   |

### 22ª tappa
- 4 giugno: Luino > Milano – 148 km

Risultati
| Pos. | Corridore         | Squadra       | Tempo    |
| ---- | ----------------- | ------------- | -------- |
| 1    | Giovanni Lombardi | Team Polti    | 3h02'53" |
| 2    | Mario Manzoni     | Brescialat    | s.t.     |
| 3    | Silvio Martinello | Mercatone Uno | s.t.     |

| Pos. | Corridore      | Squadra  | Tempo     |
| ---- | -------------- | -------- | --------- |
| 1    | Tony Rominger  | Mapei-GB | 97h39'50" |
| 2    | Evgenij Berzin | Gewiss   | a 4'13"   |
| 3    | Pëtr Ugrjumov  | Gewiss   | a 4'55"   |

## Evoluzione delle classifiche
| Stage              | Winner             | Classifica generale Maglia rosa | Classifica a punti Maglia ciclamino | Classifica scalatori Maglia verde | Classifica intergiro Maglia azzurra | Classifica a squadre a tempi |
| ------------------ | ------------------ | ------------------------------- | ----------------------------------- | --------------------------------- | ----------------------------------- | ---------------------------- |
| 1                  | Mario Cipollini    | Mario Cipollini                 | Mario Cipollini                     | Giuseppe Guerini                  | Maurizio Fondriest                  | Mercatone Uno-Saeco          |
| 2                  | Tony Rominger      | Tony Rominger                   | Rolf Sørensen                       | Giuseppe Guerini                  | Maurizio Fondriest                  | Lampre-Panaria               |
| 3                  | Mario Cipollini    | Tony Rominger                   | Mario Cipollini                     | Mariano Piccoli                   | Maurizio Fondriest                  | Lampre-Panaria               |
| 4                  | Tony Rominger      | Tony Rominger                   | Mario Cipollini                     | Mariano Piccoli                   | Fabrizio Bontempi                   | Lampre-Panaria               |
| 5                  | Filippo Casagrande | Tony Rominger                   | Mario Cipollini                     | Mariano Piccoli                   | Fabrizio Bontempi                   | Brescialat-Fago              |
| 6                  | Nicola Minali      | Tony Rominger                   | Mario Cipollini                     | Mariano Piccoli                   | Mario Cipollini                     | Brescialat-Fago              |
| 7                  | Maurizio Fondriest | Tony Rominger                   | Mario Cipollini                     | Mariano Piccoli                   | Ján Svorada                         | Brescialat-Fago              |
| 8                  | Laudelino Cubino   | Tony Rominger                   | Mario Cipollini                     | Mariano Piccoli                   | Ján Svorada                         | MG Maglificio-Technogym      |
| 9                  | Rolf Sørensen      | Tony Rominger                   | Mario Cipollini                     | Mariano Piccoli                   | Ján Svorada                         | MG Maglificio-Technogym      |
| 10                 | Tony Rominger      | Tony Rominger                   | Tony Rominger                       | Mariano Piccoli                   | Tony Rominger                       | Gewiss-Ballan                |
| 11                 | Enrico Zaina       | Tony Rominger                   | Tony Rominger                       | Mariano Piccoli                   | Mario Cipollini                     | Gewiss-Ballan                |
| 12                 | Ján Svorada        | Tony Rominger                   | Tony Rominger                       | Mariano Piccoli                   | Ján Svorada                         | Gewiss-Ballan                |
| 13                 | Pascal Richard     | Tony Rominger                   | Tony Rominger                       | Mariano Piccoli                   | Ján Svorada                         | Gewiss-Ballan                |
| 14                 | Oliverio Rincón    | Tony Rominger                   | Tony Rominger                       | Mariano Piccoli                   | Ján Svorada                         | Gewiss-Ballan                |
| 15                 | Mariano Piccoli    | Tony Rominger                   | Tony Rominger                       | Mariano Piccoli                   | Ján Svorada                         | Gewiss-Ballan                |
| 16                 | Giuseppe Citterio  | Tony Rominger                   | Tony Rominger                       | Mariano Piccoli                   | Rolf Sørensen                       | Gewiss-Ballan                |
| 17                 | Tony Rominger      | Tony Rominger                   | Tony Rominger                       | Mariano Piccoli                   | Tony Rominger                       | Gewiss-Ballan                |
| 18                 | Denis Zanette      | Tony Rominger                   | Tony Rominger                       | Mariano Piccoli                   | Tony Rominger                       | Gewiss-Ballan                |
| 19                 | Pascal Richard     | Tony Rominger                   | Tony Rominger                       | Mariano Piccoli                   | Tony Rominger                       | Gewiss-Ballan                |
| 20                 | Serguei Outschakov | Tony Rominger                   | Tony Rominger                       | Mariano Piccoli                   | Tony Rominger                       | Gewiss-Ballan                |
| 21                 | Evgenij Berzin     | Tony Rominger                   | Tony Rominger                       | Mariano Piccoli                   | Tony Rominger                       | Gewiss-Ballan                |
| 22                 | Giovanni Lombardi  | Tony Rominger                   | Tony Rominger                       | Mariano Piccoli                   | Tony Rominger                       | Gewiss-Ballan                |
| Classifiche finali | Classifiche finali | Tony Rominger                   | Tony Rominger                       | Mariano Piccoli                   | Tony Rominger                       | Gewiss-Ballan                |

## Classifiche finali

### Classifica generale - Maglia rosa
| Pos. | Corridore            | Squadra   | Tempo     |
| ---- | -------------------- | --------- | --------- |
| 1    | Tony Rominger        | Mapei-GB  | 97h39'50" |
| 2    | Evgenij Berzin       | Gewiss    | a 4'13"   |
| 3    | Pëtr Ugrjumov        | Gewiss    | a 4'55"   |
| 4    | Claudio Chiappucci   | Carrera   | a 9'23"   |
| 5    | Oliverio Rincón      | ONCE      | a 10'03"  |
| 6    | Pavel Tonkov         | Lampre    | a 11'13"  |
| 7    | Enrico Zaina         | Carrera   | a 13'40"  |
| 8    | Heinz Imboden        | Refin     | a 16'23"  |
| 9    | Georg Totschnig      | Polti     | a 18'05"  |
| 10   | Francesco Casagrande | Merc. Uno | a 18'50"  |

### Classifica a punti - Maglia ciclamino
| Pos. | Corridore        | Squadra    | Punti |
| ---- | ---------------- | ---------- | ----- |
| 1    | Tony Rominger    | Mapei-GB   | 205   |
| 2    | Rolf Sørensen    | MG Maglif. | 153   |
| 3    | Evgenij Berzin   | Gewiss     | 148   |
| 4    | Pëtr Ugrjumov    | Gewiss     | 145   |
| 5    | Giovanni Fidanza | Polti      | 121   |

### Classifica scalatori - Maglia verde
| Pos. | Corridore        | Squadra    | Punti |
| ---- | ---------------- | ---------- | ----- |
| 1    | Mariano Piccoli  | Brescialat | 75    |
| 2    | Nelson Rodríguez | ZG Mobili  | 45    |
| 3    | Giuseppe Guerini | Navigare   | 43    |
| 4    | Evgenij Berzin   | Gewiss     | 33    |
| 5    | Oliverio Rincón  | ONCE       | 28    |

### Classifica Intergiro - Maglia azzurra
| Pos. | Corridore         | Squadra    | Tempo     |
| ---- | ----------------- | ---------- | --------- |
| 1    | Tony Rominger     | Mapei-GB   | 56h04'21" |
| 2    | Giovanni Fidanza  | Polti      | a 54"     |
| 3    | Evgenij Berzin    | Gewiss     | a 1'24"   |
| 4    | Rolf Sørensen     | MG Maglif. | a 1'36"   |
| 5    | Fabrizio Bontempi | Brescialat | a 1'56"   |

### Classifica a squadre a tempi
| Pos. | Squadra                 | Tempo      |
| ---- | ----------------------- | ---------- |
| 1    | Gewiss-Ballan           | 293h08'42" |
| 2    | Mapei-GB                | a 54'57"   |
| 3    | Carrera-Tassoni         | a 1h09'43" |
| 4    | MG Maglificio-Technogym | a 1h31'27" |
| 5    | Brescialat-Fago         | a 1h46'09" |

### Classifica a squadre a punti
| Pos. | Squadra                 | Punti |
| ---- | ----------------------- | ----- |
| 1    | Gewiss-Ballan           | 631   |
| 2    | Carrera-Tassoni         | 378   |
| 3    | MG Maglificio-Technogym | 367   |
| 4    | Mercatone Uno-Saeco     | 334   |
| 5    | Lampre-Panaria          | 321   |